# Ormosia
Ormosia (лат.) — род цветковых растений семейства Бобовые (Fabaceae).
Известно более 120 видов, представленных в большей части деревьями или крупными кустарниками, широко распространёнными в тропических районах Америки, Юго-Восточной Азии и Северной Австралии. Некоторые виды встречаются в умеренных областях, преимущественно в Восточной Азии. Около 30 видов эндемичны для Китая. Один вид Ormosia monosperma, описанный с Тайваня, известен только в культуре как декоративное растение.
Несколько видов находятся под угрозой исчезновения в связи с разрушением естественной среды обитания. Вид Ormosia howii, вероятно, уже исчез.

## Значение и использование
Семена этого растения известны тем, что зачастую выглядят необычно привлекательно — покрыты яркими узорами, напоминающими глаз. Они похожи на семена чёточника (Abrus), но намного большего размера, чем у последнего. Семена растений в связи с их ядовитостью не пригодны для использования в пищу.

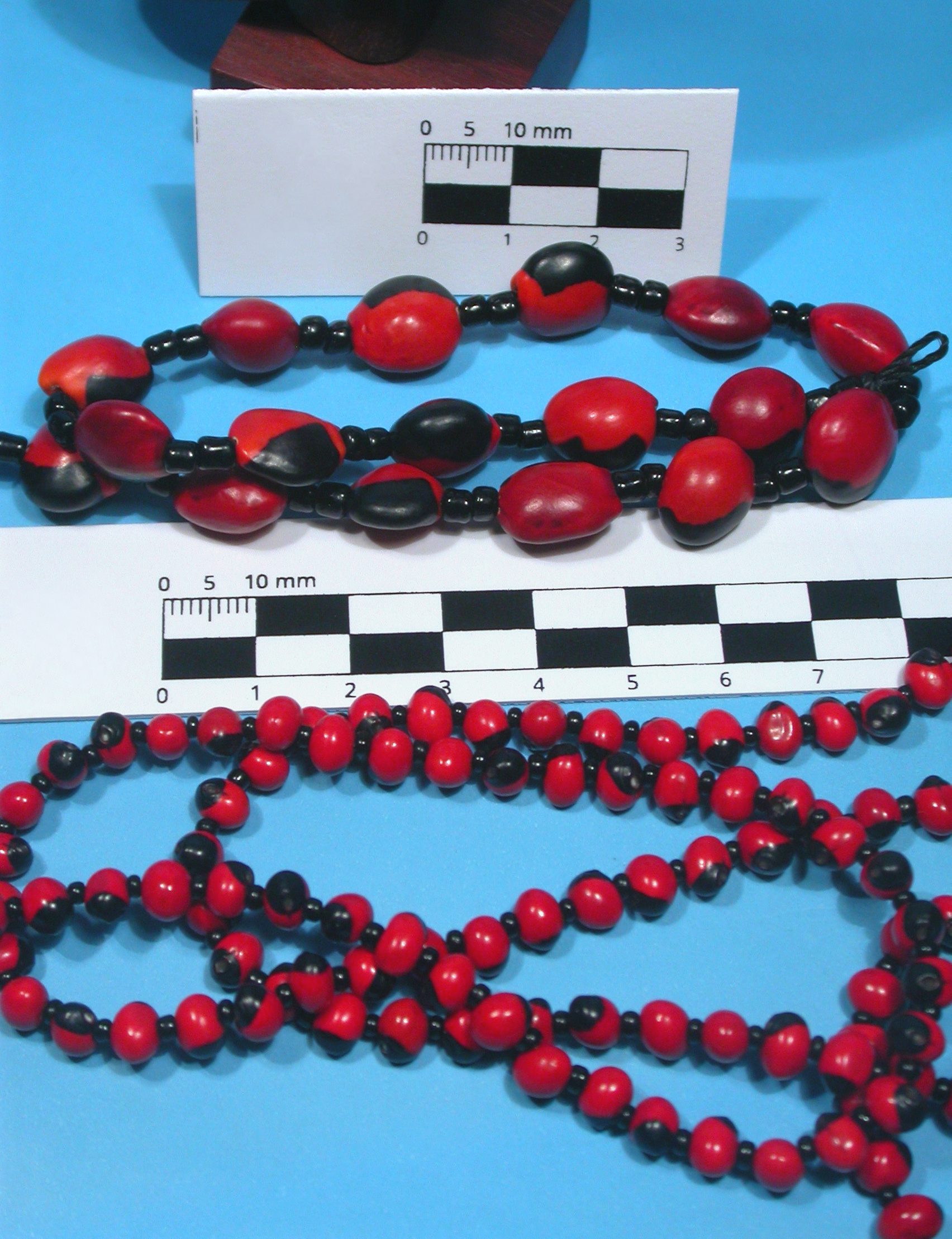
Два ожерелья из гуайруру (вверху: Ormosia coccinea; внизу: Abrus precatorius) в сочетании с черными бусинами

Из семян, известных как гуайруру (семена видов Ormosia amazonica и Ormosia coccinea), южноамериканские индейцы традиционно изготавливают декоративные украшения — ожерелья и браслеты, которые служат им в качестве талисманов удачи.
Древесина многих видов Ormosia используется в качестве строительного материала или идёт на дрова.
Известно о использовании отдельных видов, например Ormosia nobilis, в народной медицине местных племён.

## Синонимы
- Anatropostylia (Plitmann) Kupicha
- Fedorovia Yakovlev
- Layia Hook. & Arn.
- Macrotropis DC.
- Macroule Pierce
- Ormosiopsis Ducke
- Placolobium Miq.
- Podopetalum F.Muell.
- Ruddia Yakovlev
- Toulichiba Adans.
- Trichocyamos Yakovlev